# Rinodina endospora
Rinodina endospora är en lavart som beskrevs av Sheard. Rinodina endospora ingår i släktet Rinodina och familjen Physciaceae.   Inga underarter finns listade i Catalogue of Life.